# انقلاب بازرگانی
در تاریخ اروپا ،انقلاب بازرگانی مجموعه ای از تغییرات اجتماعی-اقتصادی بود که موجب گسترش اقتصاد اروپایی – براساس بازرگانی – بود که در قرن یازدهم پس از میلاد آغاز شد و تا ظهور انقلاب صنعتی در اواسط قرن هجدهم ادامه داشت و پیشگام انقلاب صنعتی شد.

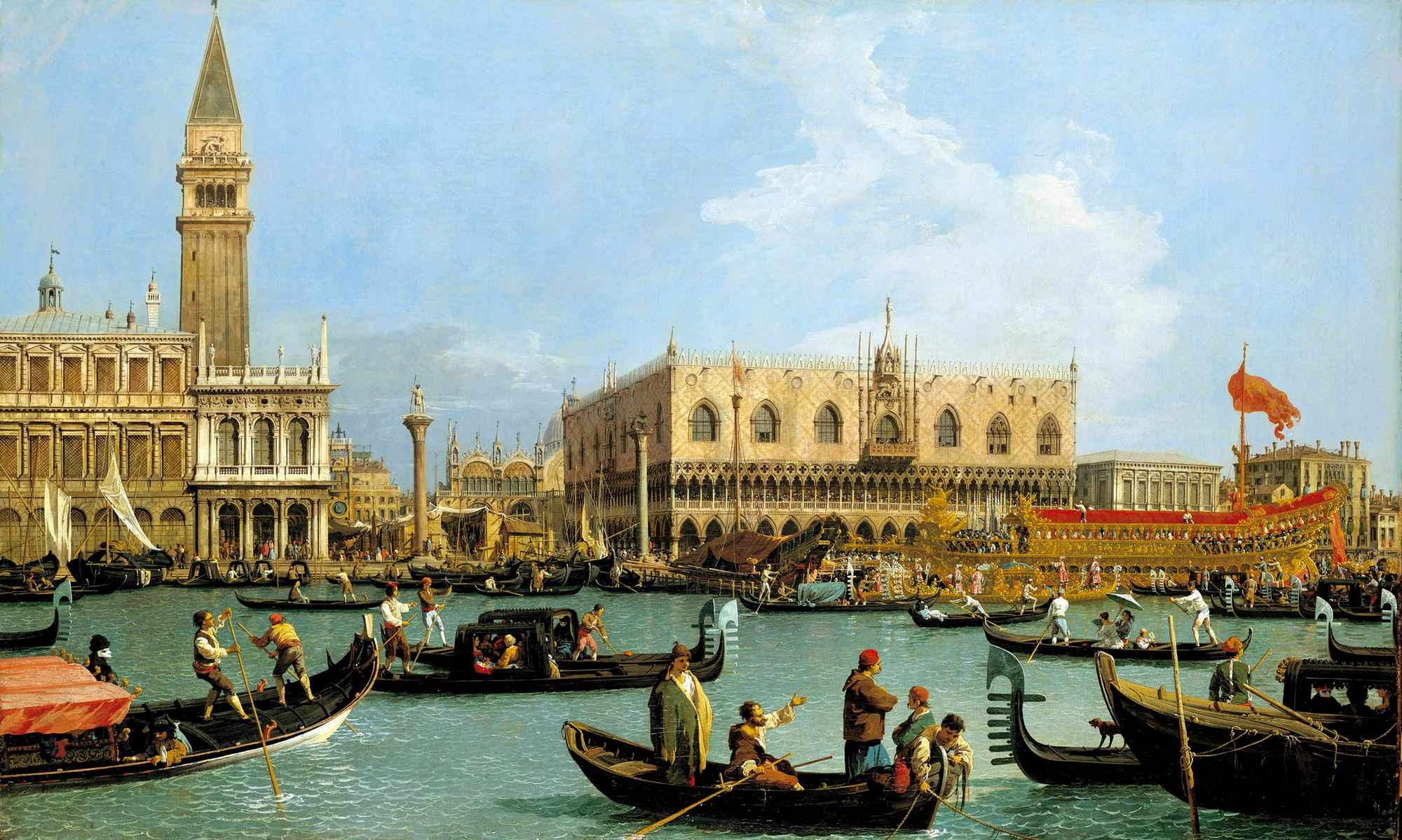
بازرگانان ونیزی

در سال ۱۱۰۰م با جنگ‌های صلیبی، اروپایی‌ها ادویه‌ها، ابریشم و دیگر کالاهایی را که در اروپا کمیاب بودند، دوباره کشف کردند. تقاضای مصرف‌کنندگان، تجارت بیشتری را تقویت کرد و بازرگانی در نیمه دوم قرون وسطی (تقریباً ۱۰۰۰ تا ۱۵۰۰ پس از میلاد) گسترش یافت.
کشورهای اروپایی تازه تأسیس، از طریق سفرهای اکتشافی، مسیرهای بازرگانی جایگزین را در قرن ۱۵ و ۱۶م پیدا کردند که به قدرت‌های اروپایی اجازه داد تا شبکه‌های بازرگانی گسترده و جدید بین‌المللی ایجاد کنند.
ملت‌ها نیز به دنبال منابع جدید ثروت بودند و مرکانتیلیسم و استعمار را به کار گرفتند. انقلاب بازرگانی با افزایش تجارت عمومی و رشد خدمات مالی مانند بانکداری، بیمه و سرمایه‌گذاری برجسته شده‌است.
تغییرات مشخصه این دوره تاریخی عمدتاً ماهیت اقتصادی و بازرگانی داشت، اما تغییر عمیقی در ساختار اجتماعی آن زمان ایجاد کرد. در واقع، طبقه بازرگان در بسیاری از نقاط اروپا از جمله در شهرهای مرکزی-شمال ایتالیا، در هلند، در کاتالونیا و در شهرهای هانزا به اوج شکوفایی رسید.

## جزئیات
انقلاب بازرگانی در پایان قرن دوازدهم آغاز شد. گسترش جمعیتی در اروپا تا رسیدن مرگ سیاه در سال ۱۳۴۷م ادامه یافت، زمانی که حدود نیمی از جمعیت اروپا بر اثر این همه‌گیری جان باختند. در آغاز قرن پانزدهم، توسعه اقتصادی ناشی انقلاب تجاری در قرون گذشته، با کمک بهبود در ناوبری و نقشه‌برداری، دوباره بازگشت.

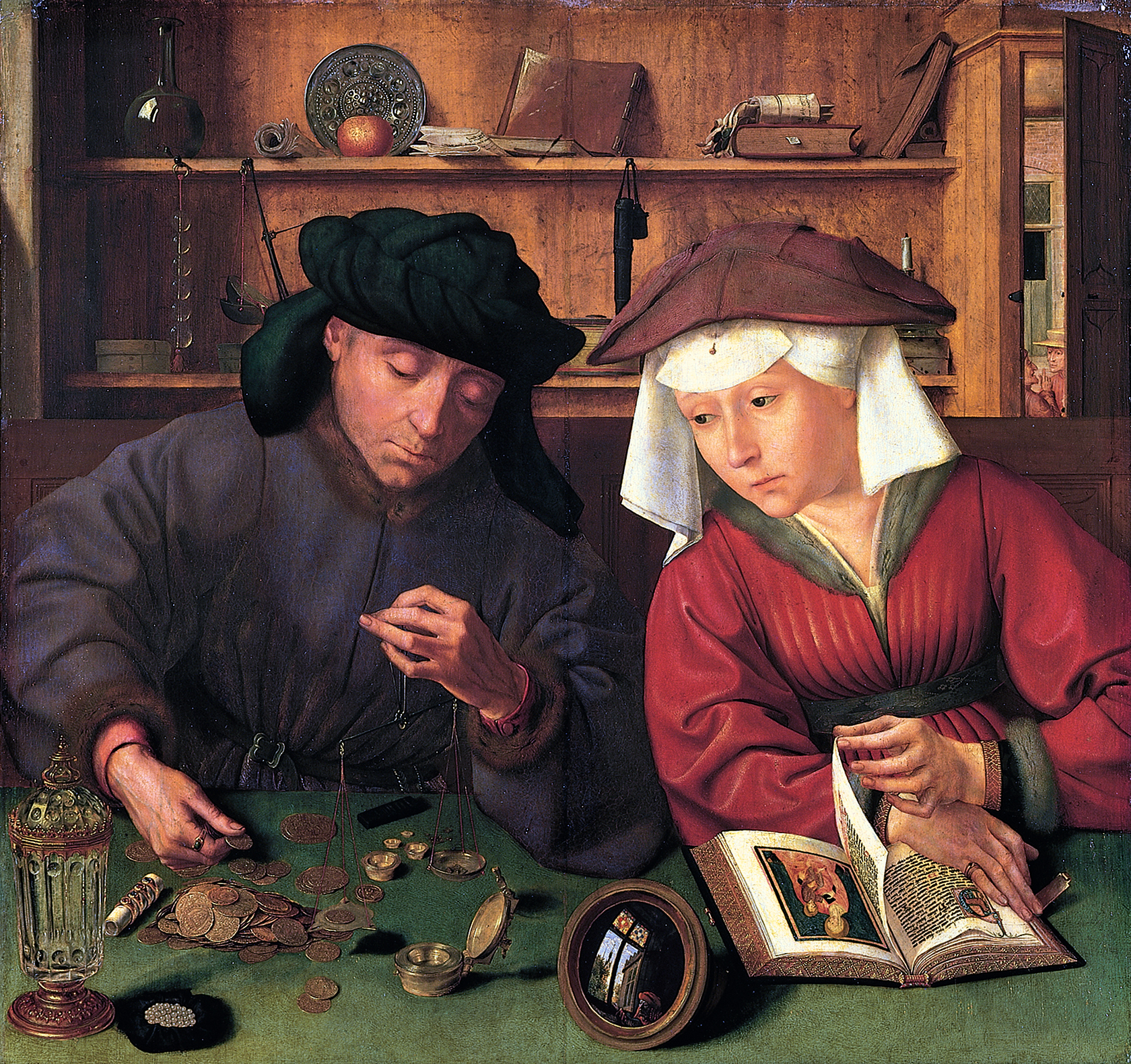
صراف و همسرش. اثر کوئنتین ماسیس (۱۵۱۴)
نقاشی رنگ روغن در موزه لوور پاریس

عوامل ژئوپلیتیکی، پولی و فناوری به عصر کاوش‌ها دامن زدند. در این دوره (قرن ۱۷–۱۴۵۰م) مرکز اقتصادی اروپا از مدیترانه شرقی به اروپای غربی - پرتغال، اسپانیا، فرانسه، هلند و تا حدودی انگلیس - تغییر مکان داد.

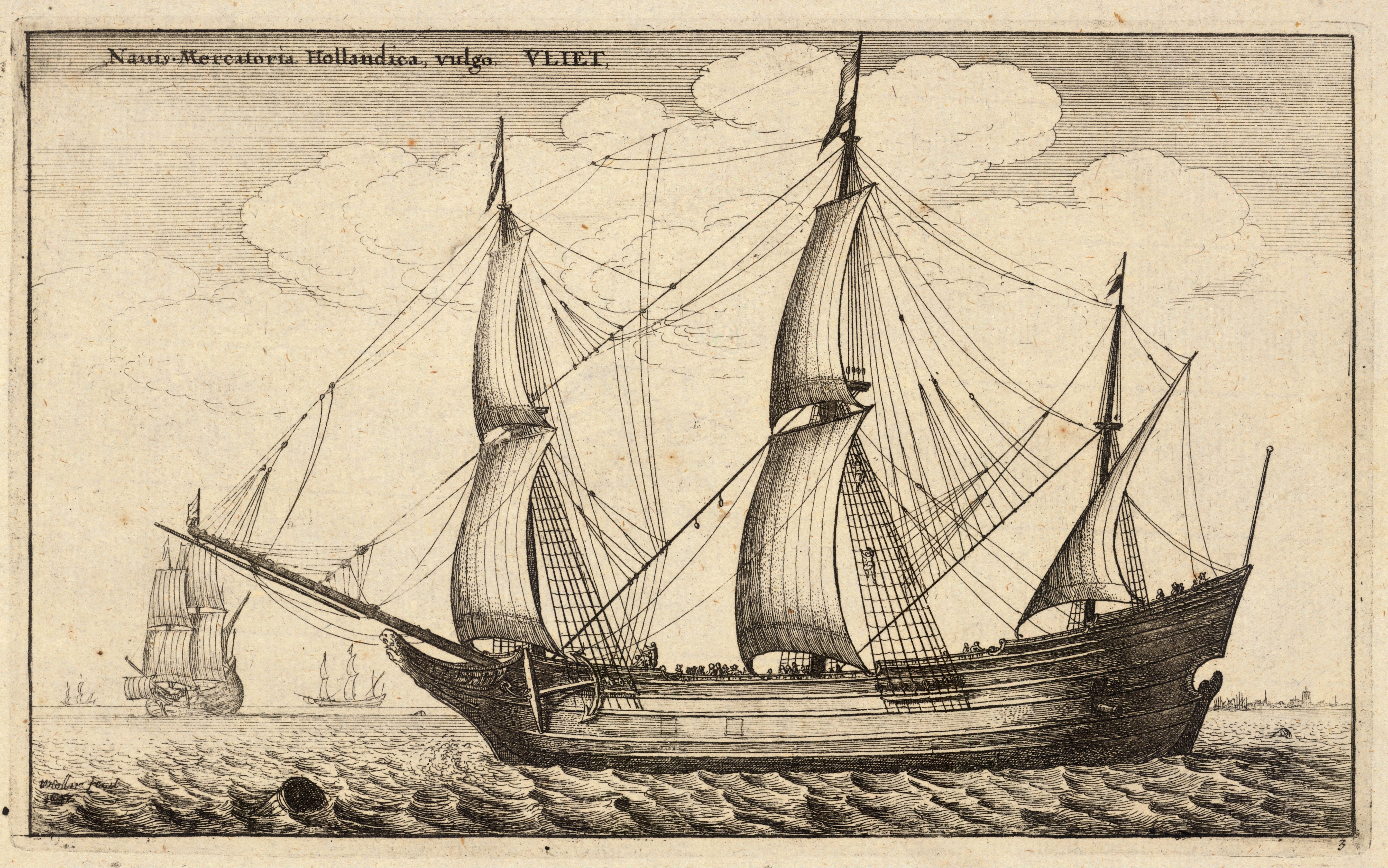
یک کشتی بازرگانی تاریخی :کشتی باری هلندی متعلق به اواخر قرن هفدهم

این تغییر به سبب دور زدن آفریقا بود که بازرگانی دریایی را با شرق بازگشود: پس از آنکه کاوشگر پرتقالی واسکو دوگاما دماغه امید نیک را دور زد و در مه ۱۴۹۸م به کالیکوت هند رسید، با یک راه احتمالی جدید برای بازرگانی شرقی، پایان دادن به انحصار ترک‌های عثمانی و متحدان اروپایی آنها، (دولت شهرهای ایتالیا) روبرو شد.

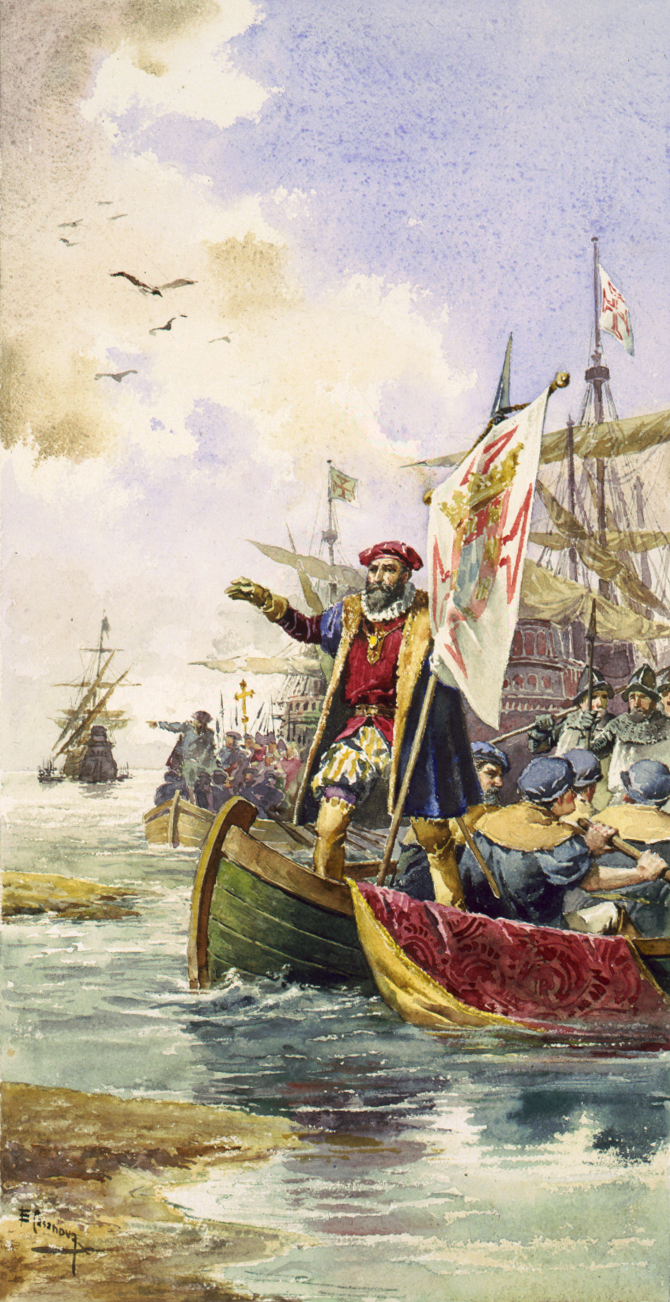
ورود واسکو دوگاما به کالیکوت هند در سال ۱۴۹۸م آغازگر پنج قرن حکومت امپراتوری پرتغال در هند پرتغالی بود که تا سال ۱۹۶۱ ادامه داشت.

ثروت هند اکنون به روی اروپایی‌ها باز بود. امپراتوری پرتغال یکی از اولین امپراتوری‌های اروپایی بود که بازرگانی را توسعه داد و به دولتی تبدیل شد که بازرگانی بین شرق و غرب را کنترل می‌کرد.
تجارت مستقیم دریایی بین اروپا و چین در قرن شانزدهم آغاز شد، پس از آن که پرتغالی‌ها در دسامبر ۱۵۱۰م سکونتگاه گوا در هند و سپس ماکائو در جنوب چین را در سال ۱۵۵۷م تأسیس کردند. انگلیسی‌ها دیرتر به بازرگانی فرا اقیانوس اطلس پیوستند، انقلاب تجاری آنها نیز بعدتر رخ داد.

## پیامدها و رخدادها
- گسترش مسیرهای بازرگانی به خاور دور و احیای جاده ابریشم. در اروپا، تولد پارچه پشمی به عنوان یک کالای تجاری با شرق.
- تولد عقل‌گرایی در کسب وکار (جستجو برای حداکثر بهره‌وری ممکن در کوتاه‌ترین زمان و حداقل هزینه‌های ممکن).
- گسترش بازار‌ها و تولد رقابت.
- تسهیل در بازرگانی با معرفی قراردادهای شرکت، قراردادهای بیمه، دوطرفه، چک، برات، حسابداری، مکاتبات وغیره.
- ناپدید شدن تدریجی تصور از تاجری که در عهد باستان و اوایل قرون وسطی از یک بازار به بازار دیگر در رأس کاروان‌ها (که متنوع‌ترین کالاها را حمل می‌کردند) حرکت می‌کرد و مورد حمله راهزن‌ها قرار می‌گرفت. به جای آن، تصور یک بازرگان که در یک بنگاه تجاری با دفتر مرکزی دائمی در یکی از شهرهای بزرگ اروپایی کسب و کار می‌کند تثبیت شد.